# Municipio de Herkimer
El municipio de Herkimer (en inglés: Herkimer Township) es un municipio ubicado en el condado de Marshall en el estado estadounidense de Kansas. En el año 2010 tenía una población de 223 habitantes y una densidad poblacional de 2,41 personas por km².

## Geografía
El municipio de Herkimer se encuentra ubicado en las coordenadas 39°57′6″N 96°44′42″O / 39.95167, -96.74500. Según la Oficina del Censo de los Estados Unidos, el municipio tiene una superficie total de 92.35 km², de la cual 92,17 km² corresponden a tierra firme y (0,19 %) 0,18 km² es agua.

## Demografía
Según el censo de 2010, había 223 personas residiendo en el municipio de Herkimer. La densidad de población era de 2,41 hab./km². De los 223 habitantes, el municipio de Herkimer estaba compuesto por el 100 % blancos. Del total de la población el 0 % eran hispanos o latinos de cualquier raza.